# Ranfels
Ranfels ist ein Gemeindeteil, eine Gemarkung und ehemalige Hofmark in der Gemeinde Zenting im niederbayerischen Landkreis Freyung-Grafenau.

## Lage
Das Pfarrdorf liegt auf einem Geländesporn über dem Ginghartinger Bach etwa 2,5 Kilometer westlich von Thurmansbang und etwa dieselbe Strecke südöstlich von Zenting. Der höchste Punkt erhebt sich mit 465 Metern um rund 90 Meter über dem Bachgrund auf tiefgründig vergrustem Granit.

## Geschichte
Die Geschichte des Ortes war stets eng mit dem gleichnamigen Herrensitz verbunden. Als Erbauer werden die Grafen von Formbach oder die Grafen von Neuburg vermutet. Besitzer waren 1207 die Bischöfe von Passau, die 1243 die Edlen von Hals damit belehnten. Diese verliehen die Herrschaft als Afterlehen weiter. 1259 bis 1262 wohnten hier die Brüder Albertus und Fridericus de Ranvels. Nach dem Aussterben der Halser übernahmen 1375 die Landgrafen von Leuchtenberg Ranfels, 1417 kam es durch Verkauf an Etzel I. in den Besitz der Reichsgrafen von Ortenburg. 1438 verkaufte es Etzel an Herzog Heinrich von Niederbayern. Im Landshuter Erbfolgekrieg wurde das Schloss zerstört, anschließend wieder aufgebaut. 1517 übernahm es der Ritter Johann von Dachsberg zu Asbach. 1518 errichtete er die Schlosskaplanei mit der zugehörigen Schlosskapelle und baute das Schloss bis 1520 grundlegend um.
1784 gelangte das Schloss durch Kauf von den Dachsbergern an das Damenstift St. Anna in München. Von dort wurde Ranfels durch einen eigenen Pfleger verwaltet, bis es 1833 der Bayerische Staat kaufte. Dieser entfernte und verkaufte viele Bauteile und wandelte die noch vorhandenen Gebäude zur Wohnung des Schlosskaplans um. Im Jahr der ersten bayerischen Volkszählung 1840 umfasste die Gemeinde Ranfels 72 Familien und 332 Personen. 32 Familien mit 72 Mitgliedern und 70 Personen zugehörigen Gesindes lebten ausschließlich von der Land- und Forstwirtschaft.
1845 wurde das Schloss-Benefizium wegen der weiten Entfernung zum Pfarrort Schöllnach in ein Kurat-Benefizium umgewandelt und ein eigener Friedhof errichtet. Durch Vergrößerungen und Anbauten 1767 und 1824 (andere Angaben: 1842) änderte die ehemalige Schlosskapelle ihr Aussehen grundlegend. 1855 hatte die Ortschaft 22 Häuser. 1873 wurde die Freiwillige Feuerwehr Ranfels gegründet. 1923 erfolgte die Erhebung zur Pfarrei. Die Gemeinde Ranfels zählte 1905: 437, 1933: 467, 1939: 471 und 1970 nach einem drastischen Bevölkerungsrückgang seit Ende der 50er Jahre nur noch 345 Einwohner. Der Ortskern von Ranfels selbst veränderte sich kaum und hatte 1970 131 Bewohner. Verkehrs- und Industrieferne und fehlender Fremdenverkehr gelten als Ursache für diese Einwohnerverluste.
Die Zahl der land- und forstwirtschaftlichen Betriebe vermehrte sich dagegen ständig bis auf 78 im Jahr 1971, allerdings auf Kosten der Größe der Eigentumsfläche: Während 1840 der größte Hof 84,5 ha Grund besaß, gab es 1970 keinen Betrieb mehr mit über 20 ha Betriebsfläche. 1970 lag der Anteil der Erwerbstätigen in der Land- und Forstwirtschaft bei 55,2 %. Am 1. Januar 1972 wurde Ranfels im Zuge der Gebietsreform in Bayern in das größere Zenting eingemeindet.

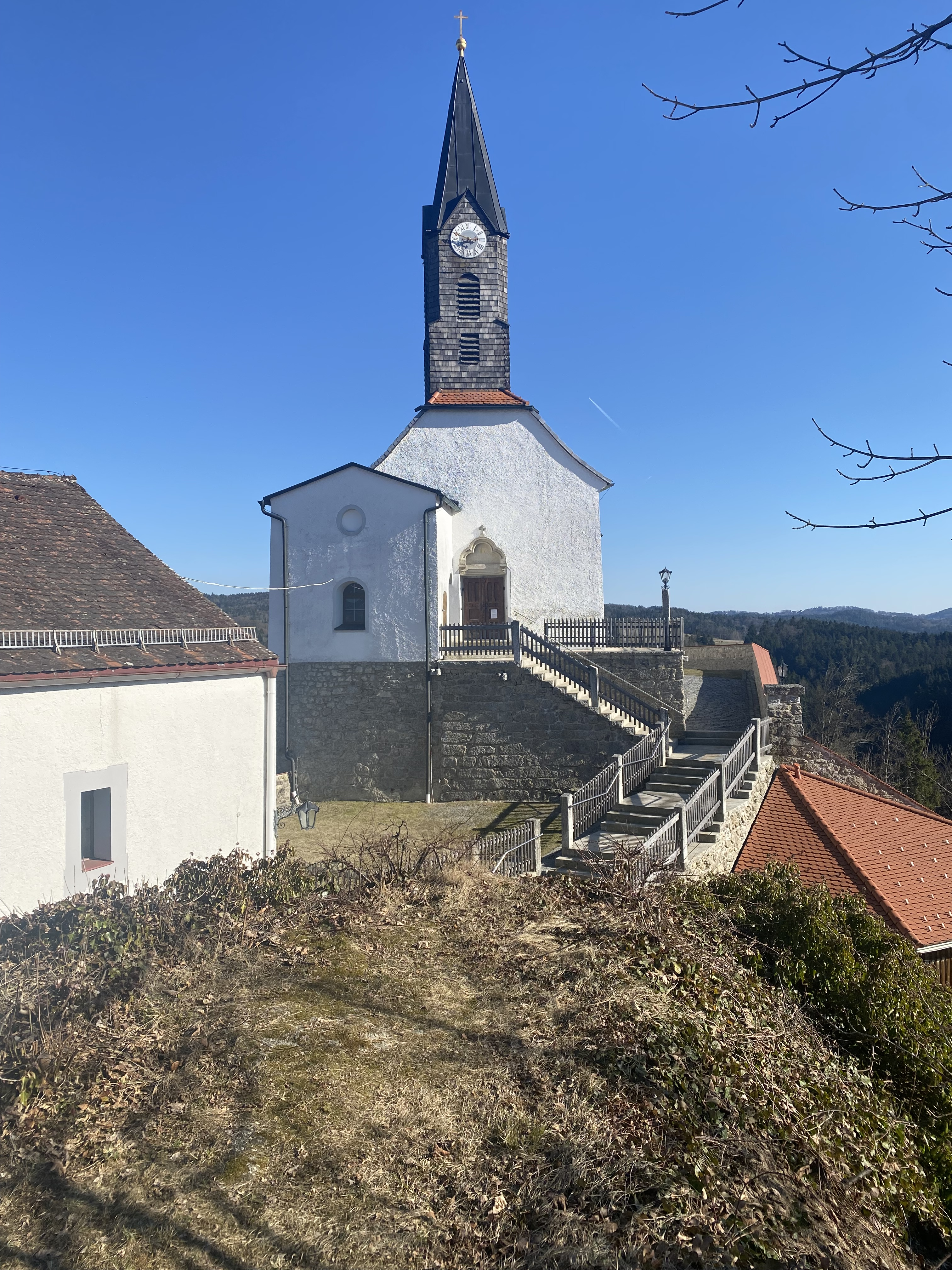
Pfarrkirche St. Pankratius (Foto: Martin Ortmeier, 2022)

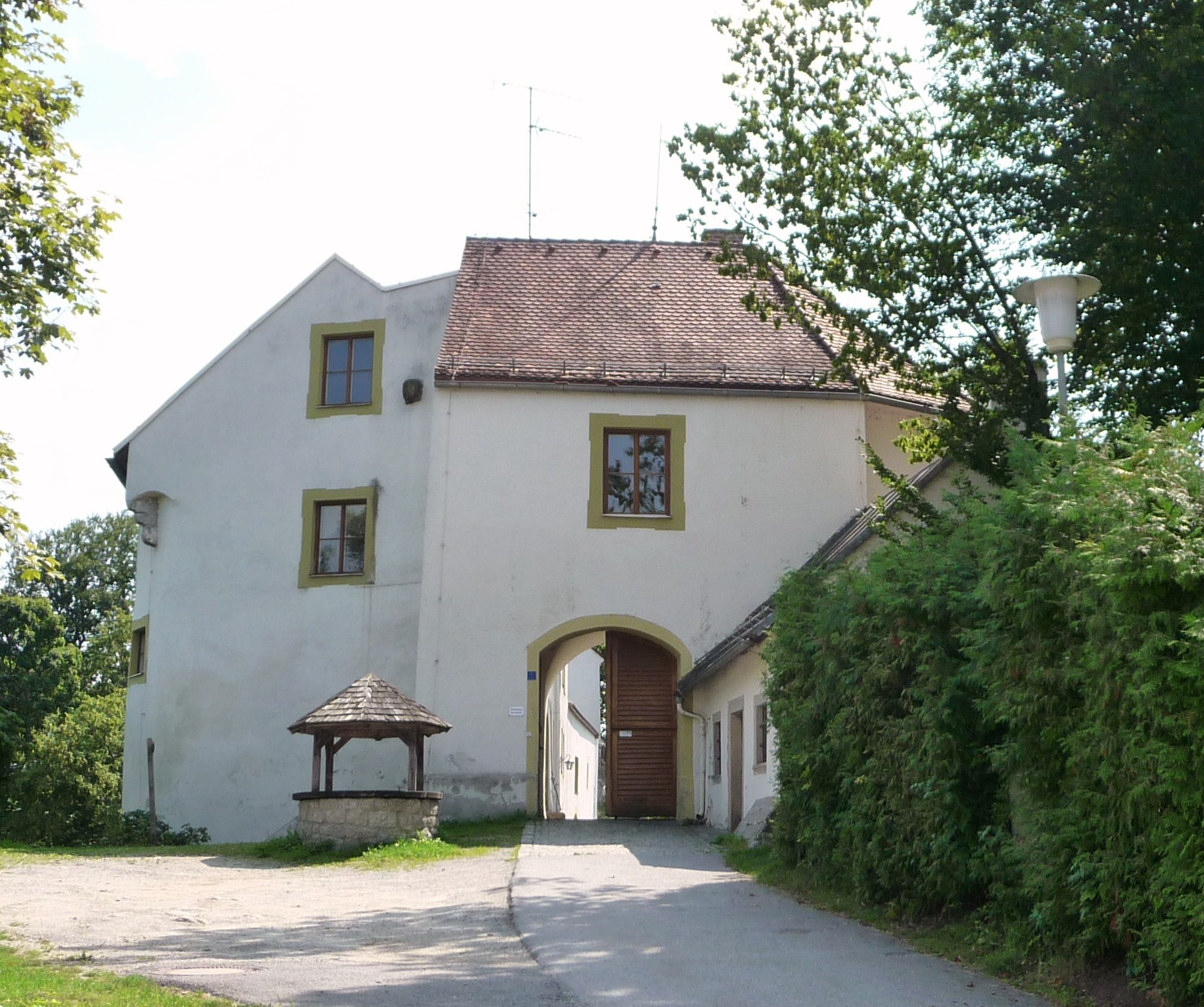
Der Eingang zum Innenhof

## Sehenswürdigkeiten
Von der einstigen Burg sind noch das Torgebäude mit angrenzenden Wohnbauten im Bereich der Vorburg erhalten. Der Innenhof ist zugänglich. Die aus der Schlosskapelle hervorgegangene Pfarrkirche St. Pankratius steht an der Stelle der ehemaligen Hauptburg. Sie besitzt barocke Figuren und hat eine moderne Ausstattung.
In der Liste der Baudenkmäler in Zenting sind für Ranfels neun Baudenkmale aufgeführt.

## Vereine
- Freiwillige Feuerwehr Ranfels
- Frauenbund Ranfels
- Krieger- und Soldatenverein Ranfels
- Dorfgemeinschaft Ranfels
- Kegelverein Ranfels
- KLJB Ranfels